# Ann Curtis
Ann Curtis (San Francisco, 6 marzo 1926 – San Rafael, 26 giugno 2012) è stata una nuotatrice statunitense.
Specializzata nello stile libero, ha vinto due medaglie d'oro e una d'argento ai Giochi olimpici di Londra 1948: l'oro nei 400 m sl e nella staffetta 4x100 m sl, l'argento nei 100 m sl.
È diventata una dei Membri dell'International Swimming Hall of Fame.

## Palmarès
- Olimpiadi

Londra 1948: oro nei 400m sl e nella staffetta 4x100m sl, argento nei 100m sl.